# اوشی‌زوشی هاکو

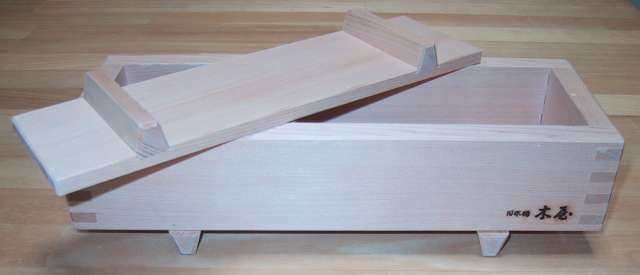
اوشی‌زوشی هاکو

اوشی‌زوشی هاکو (به ژاپنی: 押し寿司箱 Oshizushihako) یکی از ابزارهایی است که در آشپزی ژاپنی بکار می‌رود. اوشی‌زوشی هاکو یک جعبه یا قالبی است که برای تهیهٔ اوشی‌زوشی یا سوشی فشرده از آن استفاده می‌شود. جعبه به‌طور سنتی از چوب ساخته می‌شود، اما امروزه از پلاستیک نیز ساخته می‌شود. جعبه را می‌توان از هم جدا کرد. سه بخش آن عبارتند از: بخش پایین، دیواره‌های مستطیل شکل، و قسمت بالایی. جعبه‌های چوبی قبل از استفاده، باید در آب قرار داده به طوری که برنج کمتر به جعبه بچسبد. قسمت پایین و بخش بالایی را می‌توان با یک لایه فویل پلاستیکی برای تمیز کردن آسان‌تر پوشاند. قسمت پایین و دیوار قبل از قرار گرفتن برنج بهم متصل می‌شوند. بعد قسمت بالا استفاده شده و بر روی برنج سوشی قرار گرفته و تحت فشار قرار می‌گیرد.